# Lucien Capet
Lucien Louis Capet (* 8. Januar 1873 in Paris; † 18. Dezember 1928 ebenda) war ein französischer Violinist, Komponist und Musikpädagoge.

## Leben und Werk
Lucien Capet war von 1888 bis 1893 Schüler von Jean-Pierre Maurin am Pariser Konservatorium.
1896 wurde er Sologeiger im Orchester von Charles Lamoureux. Ab 1899 wirkte er als Lehrer am Conservatoire de Sainte Cécile Bordeaux. 1907 wurde er Leiter der Kammermusikklasse am Pariser Konservatorium. 1924 wurde er zum Direktor des Institute de Violon in Paris ernannt. Daneben trat er bis 1921 als Solist auf. Ab 1893 führte er das Quatuor Capet, das mit der Aufführung Beethovenscher Streichquartette Weltruhm erlangte.
Als Lehrer förderte Capet besonders die Entwicklung der Bogentechnik. Capet komponierte fünf Streichquartette, zwei Violinsonaten, die Aria für Violine, Viola und Klavier sowie Violinetüden. Weiterhin schrieb er das Poème für Violine und Orchester, Devant la mer für Singstimme und Orchester, dass Prélude religieux für Orchester, die symphonische Dichtung Le Rouet und Psalm 23 für Soli, Chor und Orchester.